# Colin Jackson
Colin Ray Jackson, CBE (Cardiff, 18 de fevereiro de 1967) é um antigo atleta britânico, que se especializou em corridas de 110 metros com barreiras. Ao longo da sua carreira, bateu o recorde mundial de 100 m barreiras e de 60 m barreiras, ganhou uma medalha de prata olímpica, foi três vezes campeão mundial e foi invencível nos Campeonatos da Europa durante doze anos. O seu recorde mundial de 12.91 segundos nos 110 m barreiras permaneceu durante mais de uma década e é, ainda hoje, o detentor da melhor marca mundial de 60 m barreiras com 7.30 s.
Em 1993, a IAAF considerou-o o melhor atleta do ano.